# Test de Wartegg
El test o prueba de Wartegg es un método de evaluación psicológica. Fue desarrollada alrededor de 1930 por el psicólogo alemán Ehrig Wartegg (1897-1983). Es una prueba de tipo proyectivo usada en el campo de la selección de personal y la psicoterapia. Sin embargo, a través del tiempo, se ha evidenciado un animado debate sobre los métodos proyectivos en general, y varios argumentos de este debate también se aplican a la prueba de Wartegg. Según Lilienfeld, Gershon, Duke, Marino, y Waal (1999), los psicólogos académicos han criticado los métodos proyectivos por cuestiones de validez y confiabilidad. En el test, objeto del presente estudio, es posible que no estén constantemente presentes los elementos del concepto de proyección tales como: - carácter de inconsciencia de las proyecciones, - función de defensa del yo y - reducción de la tensión psíquica. De esta manera, Rodríguez (2007) revela como algunos autores han sustituido el término proyectivo por otros; como por ejemplo Cattell que le denomina Test de dinamismo, o White que le denomina Test de producciones imaginativas. Bell, expresa que en estos tests el sujeto exterioriza su personalidad, sin modificarla, en un comportamiento que puede estudiarse. Eysenck llama a estos test como no estructurados. 
La validez del Wartegg ha sido cuestionada por autores como Tamminen y Lindeman (2000). Roivainen (2006) expresa que existen muy pocos estudios para la validez, y los resultados de los que se han realizado no son concluyentes. Además afirma que los antecedentes históricos del test no se conocen bien, lo que ha llevado a la especulación. Desde el punto de vista psicométrico, la situación de estos métodos es el mismo en Alemania, Brasil y Finlandia, y en los manuales de la prueba no se ha encontrado validación empírica, y los métodos se basan en la intuición y la experiencia de los clínicos como lo señaló la comisión alemana en 2004. Souza, Primi y Koich (2007) concluyeron que el Wartegg todavía no cumple los requisitos de la comisión brasilera (CFP) de validación de pruebas. El estudio presenta resultados que evidencian pocas correlaciones significativas con otros instrumentos utilizados con frecuencia en selección de personal. Castrillón (2004), expresa que son pocos los estudios que se conocen para su validación, ignorándose así la validez, la confiabilidad, la sensibilidad y especificidad, y observa con preocupación la utilización de esta prueba, pues se deja los resultados a la libre interpretación de quien observa, minándose su capacidad de discriminación debido a la subjetividad del evaluador.
Sánchez (2105) propone clasificar el test Wartegg como un test de expresión psicomotora. Respecto a la Teoría de la Expresión Psicomotora, Takala, (1964) presenta algunas consideraciones teóricas y metodológicas respecto a la expresión psicomotora y el estudio de la personalidad. En su trabajo experimental evidencia un intento por clasificar las técnicas psicomotoras y expresivas sobre la base de la cantidad y la calidad de los procesos implicados en la ejecución. Revela cómo las variables psicomotoras están presentes en diferentes tipos de técnicas y hace sugerencias para un estudio experimental de las técnicas psicomotoras y expresivas. 
Ya Allport y Vernon (1933) han señalado que, en principio, todos los patrones de movimiento se pueden dividir en dos partes, un componente adaptativo y un componente expresivo. La parte expresiva del patrón de movimiento se manifiesta en las características individuales de ejecución. 
Estas categorizaciones muy generales y las conclusiones basadas en ellos han sido cuidadosamente analizadas por Richter (1956, 1957) y Gottschaldkt (1956). Varias investigaciones (por ejemplo, Eysenck (1947), (1952); Mira, (1951); Himmelweit & Petrie, (1951); Takala y Hakkarainen, (1953); Eysenck, (1956) han demostrado que las pruebas psicomotoras simples pueden ser desarrolladas y pueden ser utilizadas como medidas de personalidad. Además, se ha demostrado que las reacciones simples sensorio motoras y los movimientos más complejos no siempre pueden ser considerados como categorías mutuamente excluyentes de las funciones psicomotoras, ya que tienen características comunes. A pesar de varios análisis como por ejemplo: Brandt, (1954); Schmidt, (1956); Helm, (1959); Gottschaldt, (1962) citados por Takala, 1963., sobre los movimientos expresivos el avance ha sido muy lento. Por otra parte, algunos enfoques recientes, como por ejemplo: Puente y Viñals (2010) han demostrado que existen suficientes posibilidades para el trabajo fecundo de experimentación de los movimientos expresivos.

## Consigna
Al paciente se le presentan una serie de ocho cuadros con elementos aislados La consigna consiste en completar estos ocho cuadros con dibujos a mano alzada, partiendo de unos estímulos que inducen ciertas reacciones en el sujeto, reacciones que se verán reflejadas en distintos aspectos de la serie de gráficos, por ejemplo el tipo de trazo, la forma de las líneas, el uso del espacio, todas indicando una característica de la personalidad.

## Historia
Ehrig Wartegg en los años 20 comenzó a interesarse en temas como la Psicología de la Gestalt, la filosofía mística y el arte moderno, que pueden considerarse los orígenes de la prueba. Wartegg fue miembro del partido Nazi NSDAP durante su estadía en la Universidad de Leipzig en los años 30. Si bien es poco lo que se conoce del trabajo profesional de Wartegg, se sabe que el desarrollo de la prueba estuvo relacionado con el trabajo en Psicología que se dio durante la nazificacion de la Werhmach después del ascenso de Hitler al poder.
La primera publicación sobre la prueba del dibujo de Wartegg, y su modelo de personalidad fue publicada en 1939 con el nombre de “Gestaltung und Charakter” (El dibujo y el carácter). En 1952 le siguió la obra: “Schichtdiagnostik” (Diagnóstico diferencial), la Interpretación del diseño gráfico y el proyecto de una tipología del carácter. La principal tesis de Wartegg describe cómo el proceso de elaboración del dibujo es diferente para las personas tipo G, E, y GE y qué cada dibujo es típico para cada tipo de personalidad. Wartegg reconoció que para el uso de la psicología aplicada, era necesario un análisis más detallado sobre la tipología de la personalidad, y por tanto ideó, un esquema de cuatro dimensiones compuesto por las más tradicionalmente reconocidas funciones básicas: la emoción, la imaginación, la inteligencia, y la actividad (Wartegg, 1939, pp.254 -256).
Según Rovainen (2006) y Grønnerød (2011), los Abstracts PsycInfo muestran un total de 88 estudios sobre el test Wartegg. De estos, uno (1) es de la década de 1930, Tres (3) son de la década de 1940, treinta y tres (33) son de la década de 1950, diecinueve (19) son de la década de 1960, catorce (14) son de la década de 1970, y dieciséis (16) corresponden al período comprendido entre 1981 - 2006. Estas cifras muestran que ha habido muy poca investigación sobre el test Wartegg, y el apogeo de su interés estaba en la década de 1950. Las principales investigaciones publicadas corresponden a: Gronnerod, (2011) quien de 507 referencias resalta 37 investigaciones sobre las cuales fue posible hacer un metanálisis para evaluar la fiabilidad y validez del test en su versión original de ocho campos. Lossen y Schott (1952) quienes desarrollan un trabajo respecto a la organización y dinámica en el desarrollo de la prueba y publican un método de evaluación que “debía permitir interpretar la prueba en términos de análisis de desarrollo sobre una base objetiva estadística" (1952, p. 5). Renner (1953), que utiliza el Wartegg en el servicio de orientación infantil y presta especial atención al análisis grafológico de la pruebas de dibujo de Wartegg, es decir, inclinándose hacia el tipo de evaluación formal y su importancia en la evaluación del carácter. Ave-Lallemant (2001) quien se declara partidaria de la evaluación combinada del Wartegg de interpretación de las imágenes y la interpretación grafonómica. Klauser (2006), mantiene una aproximación fenomenológica al Wartegg y considera como otros autores, las cualidades perceptivas del estímulo, el carácter formal, el orden (sucesión), la forma de la solución, los contenidos (forma, lugar, imagen, sentido) y el nivel de análisis de la grafología. Justin Seitz (2003), quien desarrolló un procedimiento de evaluación psicométrica del test utilizado en orientación profesional. Guggenbühl (2007), asume el análisis de la prueba realizando una evaluación de las variables tales como: Contenido, lugar o secuencias posibles, movimiento, formas de solución, carácter de invitación y tipo de título. Los resultados permiten establecer nuevas escalas estándar a la vez que permitan evidenciar el análisis diferenciado de género. 
Una verificación experimental realizada por Kinget, se concentró en la tarea de descubrir por separado los correlatos psicológicos de cada una de las variables gráficas, teniendo en cuenta las características de contenido y ejecución. Esta operación arrojó considerable luz sobre el significado de las diferencias individuales y, por lo tanto, contribuyó apreciablemente a afinar el test como instrumento diagnóstico. El carácter múltiple del criterio utilizado por Kinget otorga especial solidez a la validación del test Wartegg. 
Crisi examinó alrededor de 20.000 sujetos a través de la administración del test y, en casi, 1.500 casos, combinó el Wartegg con el test de Rorschach. La eficacia del instrumento ha sido verificada a través de una serie de estudios. Uno de los más importantes (conducta de la marina de guerra italiana, 1999) ha realizado una confrontación entre los datos elaborados a través del Wartegg y los datos surgidos de tests usados por la marina de guerra, en el examen de ingreso a la academia naval de Livorno. En este estudio se ha encontrado una concordancia del 86,4 % entre los datos del Wartegg y los del MMPI2 y los del Guilford-Zimmermann. Otros estudios han hallado una concordancia muy alta (Interscorer Agreement) entre evaluadores expertos (k=0, 91). Biedma y D´Alfonso (1960), luego de experimentar durante 15 años la aplicación del test de Wartegg, con 2.812 casos, descubren principios y fundamentos que les permite iniciar una novedosa formulación de la prueba asegurando la validez de su trabajo mediante la confrontación de los resultados con otras pruebas análogas.
En Colombia, Sánchez (2015) realizó un estudio, en la versión modificada de 16 campos, se generaron nuevas escalas de calificación para perfeccionar el proceso de análisis e interpretación y se llevó a cabo un proceso de análisis de los 15 factores que componen el instrumento basados en el modelo de Rasch de la TRI o Teoría de Respuesta al Ítem. El estudio es empírico cuantitativo instrumental y se realizó sobre una muestra estudiantes universitarios. Los datos obtenidos al utilizar la nueva escala permiten realizar el análisis general de los 15 factores, teniendo en cuenta los resultados de confiabilidad, desviación y análisis factorial. De esta manera los factores CLA, DIM, ECO, ORI, PRE y SIM evaluados a la luz de los criterios anteriormente mencionados presentan datos que se ajustan al modelo. Los factores DIN, EMH, EMV, y ESP presentan adecuada confiabilidad pero la forma de calificación no permite un buen índice de discriminación. Por su parte los factores SOM, ITE, INT y CAM presentan baja confiabilidad, aunque muestran ser unidimensionales presentan un adecuado índice de discriminación. El factor SEC no es confiable. En las nuevas escalas se establecieron niveles, lo que permite calificar a cada evaluado en uno de tres niveles en cada factor de la prueba. El estudio ofrece bases para que en estudios futuros se perfeccionen las escalas y los resultados puedan ser verificados.